# Mimosa (corvette)

Le FFL Mimosa était une corvette des Forces navales françaises libres, commandée par Roger Birot. Elle fut coulée le 9 juin 1942 en Atlantique nord alors qu'elle escortait le convoi allié ON 100.

## Histoire
Construite à Bristol pour la Royal Navy, la corvette de classe Flower est lancée le 18 juin 1941 et baptisée HMS Mimosa . Elle est transférée aux  Forces navales françaises libres (FNFL) le 5 mai 1941 et conserve son nom de Mimosa. Le 23 septembre 1941, elle est affectée à la 1re division de corvettes des FNFL, rattachée aux forces d'escorte de Terre-Neuve. Le 15 octobre 1941, elle recueille 26 survivants du cargo britannique Silvercedar et 26 du cargo norvégien Ila, tous deux coulés par le sous-marin allemand U-553. Le 24 décembre 1941, au sein d'une flottille FNFL composée également du sous-marin Surcouf et des corvettes Aconit et Alysse, commandée par le vice-amiral Muselier, elle participe au ralliement de Saint-Pierre-et-Miquelon à la France libre et le navire reste un temps affecté à Saint-Pierre et Miquelon. Réaffecté ensuite aux escortes des convois alliés en Atlantique Nord, le navire est torpillé et coulé le 9 juin 1942 par le sous-marin allemand U-124, provoquant la mort de 65 membres d'équipage (dont 17 originaires de Saint-Pierre-et-Miquelon), seuls 4 marins survécurent.
La corvette était commandée par Roger Birot qui disparut lors du torpillage. 
Le Mimosa est titulaire de la médaille de la Résistance par décret du 29 novembre 1946.
CINEMA :
La corvette est évoquée dans le film "Le crabe tambour" lors de l'escale du Jauréguibéry à St Pierre et Miquelon.